# بطولة ماليزيا المفتوحة 2014
بطولة بطولة ماليزيا المفتوحة 2014، بي إم دبليو ماليزين أوبن 2014 ( BMW Malaysiaian Open 2014 ) هي بطولة تنس للسيدات عقدت على ملاعب صلبة في الهواء الطلق. و كانت هي النسخة الخامسة من بطولة ماليزيا المفتوحة. هي بطولة دولية في جولة ‏ اتحاد لاعبات التنس المحترفات 2014 ‏. أقيمت البطولة في الفترة من 14 إلى 20 أبريل في نادي رويال سيلانجور للجولف. تم إيقاف هذه البطولة لاحقا، ولكن تم إعادة تشغيلها عندما تم شراء الحقوق من البطولة في باليرمو ، إيطاليا. 

## النقاط والجوائز المالية

### توزيع النقاط
| المسابقة     | W   | F   | SF  | QF | جولة 16 | جولة 32 | Q  | Q3 | Q2 | Q1 |
| فردي السيدات | 280 | 180 | 110 | 60 | 30      | 1       | 18 | 14 | 10 | 1  |
| زوجي السيدات | 280 | 180 | 110 | 60 | 1       | —       | —  | —  | —  | —  |

### الجائزة النقدية
| دف           | W        | F        | SF       | QF     | جولة 16 | جولة 32 | Q3     | Q2    | Q1    |
| فردي السيدات | $ 43,000 | $ 21,400 | $ 11,300 | $ 5900 | $ 3310  | $ 1925  | $ 1005 | $ 730 | $ 530 |
| زوجي السيدات | $ 12,300 | $ 6400   | $ 3435   | $ 1820 | $ 960   | —       | —      | —     | —     |

## نتائج سحب الفردي الرئيسي

### بذور
| بلد | لاعب                   | الترتيب 1 | بذور |
| --- | ---------------------- | --------- | ---- |
| SVK | دومينيكا سيبولكوفا     | 10        | 1    |
| CHN | تشانغ شواي             | 46        | 2    |
| CZE | كارولينا بليشكوفا      | 67        | 3    |
| AUT | باتريشيا ماير- أخليتنر | 81        | 4    |
| JPN | كيميكو ديت كروم        | 83        | 5    |
| KAZ | زارينا دياس            | 93        | 6    |
| CRO | دونا فيكيتش            | 95        | 7    |
| JPN | ايومي موريتا           | 112       | 8    |

- 1 الترتيب في 7 أبريل 2014

### المشاركات الآخريات
تلقت اللاعبات التالية اسماؤهن كرت دخول حر في السحب الفردي الرئيسي:
- إيليني دانييليدو
- Jarmila Gajdošová
- تشانغ لينغ

تلقت اللاعبات التالية اسماؤهن حق الدخول من خلال سحب التأهل:
- دوان يينغ يينغ
- جوليا جاتو مونتيكوني
- إري هوزومي
- ليودميلا كيتشينوك
- بيمرا أوزجن
- آنا فرلجيتش

### الإنسحاب

#### قبل البطولة
- ميليندا تشينك -> حل محلها دانكا كوفينيتش
- أندريا هلافاكوفا -> حل محلها كريستينا بليشكوفا
- جوفانا ياكشيتش -> حل محلها أكول أمانمورادوفا
- Luksika Kumkhum -> حل محلها تشنغ سيساي
- فينوس ويليامز -> حل محلها أليكساندرا كرونيتش

### التقاعد
- كيميكو ديت كروم (إصابة في ربلة الساق اليسرى)

## نتائج سحب الزوجي الرئيسي

### البذور
| بلد | لاعب              | بلد | لاعب              | المرتبة 1 | بذرة |
| --- | ----------------- | --- | ----------------- | --------- | ---- |
| HUN | تيميا بابوس       | TPE | تشان هاو تشينغ    | 59        | 1    |
| CRO | داريا جوراك       | USA | ميغان مولتون ليفي | 101       | 2    |
| AUS | Jarmila Gajdošová | TPE | هسيه سو وي        | 108       | 3    |
| TPE | تشان يونج جان     | CHN | تشنغ سيساي        | 142       | 4    |

- التصنيفات هي اعتبارا من 7 أبريل 2014.

### المشاركات الآخريات
تلقى الأزواج التالية اسماؤهن كرت دخول حر في السحب الرئيسي الزوجي:
- أليسا بوي /  يانغ زي
- Çağla Büyükakçay /  بيمرا أوزجن

تلقى الزوج التالي حق دخول كبديل:
- هسيه شو يينغ /  أرينا روديونوفا

### الإنسحاب

#### قبل البطولة
- كيميكو ديت كروم (إصابة في ربلة الساق اليسرى)

## نتائج البطولة

### الفردي
- فوز  دونا فيكيتش . هزيمة  دومينيكا سيبولكوفا ، 5-7 ، 7-5 ، 7-6 (7-4)

### الزوجي
- فوز  تيميا بابوس / l تشان هاو تشينغ . هزيمة  تشان يونج جان /  تشنغ سيساي ، 6-3 ، 6-4

## روابط خارجية
الموقع الرسمي